# Carín León
Óscar Armando Díaz De León Huez, né le 26 juillet 1989 à Hermosillo, dans l'état de Sonora, au Mexique, et plus connu sous le nom de scène Carín León, est un auteur-compositeur-interprète mexicain qui officie dans les genres musicaux suivants : musique régionale mexicaine, musique norteña, ranchera, corrido, banda et sierreño.
Les chansons qu'il a composées ont été interprétées par des artistes comme Christian Nodal (es), Natalia Aguilar, Los Plebes del Rancho, El Fantasma (Alexander García) (en), Voz de Mando, Chuy Lizárraga, Toño Lizárraga, Adriel Favela, Jovanny Cadena, Joaquin Lira ou Los Cuates de Sinaloa.

## Carrière
Óscar Armando Díaz De León Huez a commencé à jouer de la guitare lorsqu'il était au lycée et fait ses premiers pas en tant que musicien professionnel vers 2005 dans le cadre de la Banda locale « Los Reales ».
En 2010, il fonde avec quatre autres jeunes musiciens, le Grupo Arranke dans lequel il occupe pendant huit ans le poste de compositeur, de guitariste de bajo quinto et de première voix, pour interpréter de la música norteña, de la Musica sierreña et de la musique de Banda.
En novembre 2017, il enregistre, avec le Grupo Arranke, la chanson A Través Del Vaso, écrite par Geovani Cabrera Inzunza et Horacio Palencia Cisneros, puis, considérant avec ses amis que le cycle de carrière du groupe a atteint ses limites, il décide de se lancer dans un projet de carrière en soliste. Rien ne se passe avant mai 2018, où il interprète dans un festival local à Hermosillo cette chanson A Través Del Vaso, dont il a modifié l'arrangement pour la mettre en accord avec son style personnel. La vidéo devient virale, accumulant plus de dix millions de vues en une semaine.
Reprise par Carín León, le 24 août 2018, puis par la Banda Los Sebastianes, le 31 août 2018, A Través Del Vaso devient pour ses auteurs un énorme succès et fait l'objet de multiples reprises, notamment par Germán Montero, Christian Nodal, Lupillo Rivera, Lucero & Banda Los Sebastianes, La Contra, Mariachi Imperial Villa Hidalgo Jalisco, Revolver Cannabis, parmi de nombreux autres.
En 2019, il se produit dans plus de 125 concerts au Mexique et aux États-Unis, et prévoit, avant que les spectacles ne soient suspendus à cause de pandémie de Covid-19, d'en tenir, entre janvier et mai 2020, 60 dans ces deux pays, notamment au Texas, au Nouveau-Mexique, en Oklahoma et dans le Minnesota .
Publiée le 23 mai 2020, sa reprise de la chanson Tu, créée par la vedette portoricaine Noelia dépasse 40 millions de vues sur la plateforme YouTube et plus de 5 millions d'écoutes sur la plateforme YouTube de musique en ligne. Le titre fait son entrée dans la liste « Top 50 de Hot Latin Songs » de Billboard et apparaît aussi dans les listes de chansons virales de la plateforme de musique en ligne Spotify, au Mexique, aux États-Unis, en Colombie, au Guatemala, en Bolivie et Honduras.
Le 28 août 2020, Tamarindo Rekordsz, publie la vidéo de la chanson El Amor De Tu Vida que Tony Melendez et Carín León ont enregistré pendant le mois d'août à Monterrey. L'enregistrement est vu par plus de 1 million de visiteurs de YouTube en 48 heures, et se place à la 8e place au Mexique, à la 12e place aux États-Unis, et à la 31e place globale des classements « tendance » de la plateforme en 24 heures.
En octobre 2010, plusieurs artistes et professionnels de la Musique régionale mexicaine déplorent l’absence de représentant de leur genre dans les principales catégories des Latin Grammys. Bien que des artistes comme Los Dos Carnales, Grupo Firme, Natanael Cano ou Carin Leon figurent parmi les artistes de musique latine les plus écoutés en 2020, aucun d'entre eux ou même de leurs collègues, engagés dans des démarches artistiques différentes, ne figurent parmi les artistes pressentis pour recevoir un trophée dans l'une des quatre grandes catégories des Latin Grammy Awards 2020. La protestation est lancée, sur Instagram, par Maria Inés Sanchez, directrice du marketing et de la communication du label AfinArte Music. Les processus de sélections de l'Académie des Latin Grammys tendent à lui faire ignorer les labels indépendants. AfinArte Music, Tamarindo Rekordsz et Rancho Humilde.
Le 7 octobre 2020, Pancho Barraza (en) confirme que Carín León fait partie, avec Alfredo Olivas, El Fantasma, Jorge Medina, Chuy Lizárraga, Grupo Codiciado, Luis Ángel “El Flaco”, Julio Preciado, Eduin Caz, des invités qui interprètent un duo sur l'album qu'il prépare pour célébrer ses trente ans de carrière, et partage sur son compte Instagram, des moments de leur séance d'enregistrement de la chanson « Una Noche Cualquiera »,.
Le 27 octobre 2020, le Grupo Firme, publie la vidéo de la chanson « El Toxico », écrite par "El Tamarindo" Javier González et Carín León, dans laquelle il l'interprète en compagnie de Carín León. L'enregistrement est vu par plus de 1 million de visiteurs de YouTube en 10 heures.
Il publie le 20 novembre 2020, en collaboration avec Randy Ortiz du duo portoricain Jowell & Randy (en), une nouvelle adaptation en style reggaeton de la chanson  « Tú » qui matérialise ses désirs de collaboration avec des artistes latino-américains dont il apprécie depuis longtemps le travail, et qui est vue plus d'un million de fois sur YouTube en moins de trois jours.
Le succès de ses collaborations avec Tony Melendez et le Grupo Firme, et de sa reprise de « Tu », qu'il décrit comme la réalisation  "bio" de l'une de ses intuitions à propos d'une mélodie, font de 2020, la meilleure année de la carrière de Carín León.
Le 26 février 2021 C. Tangana publie l'album « El Madrileño » qui comprend de nombreuses collaborations et notamment la chanson « Cambia! » qu'il interprète avec Adriel Favela et Carín León. Le musicien espagnol a déclaré qu'il était enthousiasmé par cette collaboration,. Carín León a confirmé de participation des deux artistes mexicains à un projet de concert commun à Madrid.
Le 23 mars 2021, Carín León et Javier Gonzalez reçoivent un prix de l'ASCAP pour leur chanson « Me La Aventé » qui totalise sur le seul site YouTube plus de 238 millions de téléchargements,.
Le 10 août 2021, l'album « Inédito » de Carín León, est recommandé par la journaliste et critique Griselda Flores, comme l'un des 25 meilleurs albums de musique latine de 2021, repérés par la rédaction du magazine Billboard.
Le 1er octobre 2021, Amazon Music publie, dans le cadre de la liste d'écoute « Whiskey & Tequila » dont elle patrone les créations, un remixage en espagnol/spanglish du succès « Fancy Like » de Walker Hayes (en), enregistré par ce dernier et Carín León à Nashville. Carín León, amateur avoué depuis longtemps de Country Music, affirme dans plusieurs entrevues de promotion son goût pour la tradition et sa volonté de ne pas enfermer ses projets dans le cadre des tendances puristes de la musique régionale mexicaine,.
Le 24 mars 2022, Mon Laferte qui se passione pour la musique régionale mexicaine déclare, dans une entrevue qu'elle accorde au journal El Imparcial, qu'elle est devenue fanatique de la musique de Carín León et qu'elle aimerait collaborer avec lui dans le cadre d'un duo.
Le 11 juin 2022, Carín León confirme à la chaîne d'information Proyecto Puente qu'il entame une tournée de onze concerts aux États-Unis et qu'il espère pouvoir mener à bien un projet de collaboration avec Ricardo Montaner et se dit flatté que Camilo s'entousiasme pour sa musique.
Sa version du Huapango « La Boda del Huitlacoche » qu'il interprète, sur scène avec une chorégraphie de son cru, est devenue virale sur les réseaux sociaux qui l'assimilent, par plaisanterie, aux « pasos prohibidos » rendus fameux, sur TikTok, par Rolando Antonio "Latigo" Suárez et son frère Oscar, tous deux résidents de Salta en Argentine. Elle inspire de multiples vidéos, réalisées par des animateurs de cours de danse ou de remise en forme et même des fêtes scolaires.
Selon les chiffres publiés par la plateforme de diffusion de musique en flot continu Spotify, Carín León, s'est classé à la troisième place des artistes mexicains les plus écoutés au Mexique en 2022.

## Collaborateurs
- Juan Miguel "Juanito" Molina Vazquez (guitare soliste).
- Diogenes "El Nitro" Bojorquez (guitare soliste)[note 10].
- Luis Díaz De León Huez (guitare).
- Omar Hernandez Griego (bajo quinto et seconde voix).
- Luis Araujo (accordéon).
- Braulio Loustaunau (accordéon, guitare).
- David Moreno Grijalva (tololoche).
- Gilberto Meneses Romo "Beto" (tuba).
- Orlando Aispuro Meneses (guitare, claviers, réalisateur musical, arrangeur).
- Eduardo Herrera "Balo" (batterie).
- Baruc Llamas Ramos (ingénieur du son).
- "El Tamarindo" Javier González (manager, auteur-compositeur, producteur).

## Albums et enregistrements

### Concerts remarqués
- Le 4 juillet 2022, entre 1h00 et 3h00 du matin, Carín León, son groupe et sa banda donnent à Ciudad Juárez, sur la  « Plaza de la Mexicanidad » (Place de la mexicanité), devant une foule estimée entre 43 000 et 70 000 personnes, le concert de clôture de la « Feria Juárez 2022 »[34],[note 27].

## Vie privée
Óscar Armando Díaz de León Huez est le fils d'Óscar Díaz de León et de Carmen Julia Huez. Luis Díaz de León Huez est son seul frère. Il est le père de deux fils

## Sources
- (es) « Biografía De Carín León: El Malo », sur Rolamix, 17 octobre 2019 (consulté le 7 juillet 2020).
- (es) Erick Cuesta, « Carin León – Biografía », sur SAPS Grupero, SAPS Grupero, 6 avril 2020 (consulté le 6 septembre 2020)
- (es) « Biografía De Carín León », sur La Letrade (consulté le 7 juillet 2020).
- (es) « Lista completa de nominados a Premios Juventud 2020 », sur Univision (consulté le 8 juillet 2020).
- « Carín León », sur YouTube - Music Charts & Insights (consulté le 15 juillet 2020).
- (es) « Carin León debuta en Billboard con “Tú” », sur Prensa Arizona, 10 juillet 2020 (consulté le 16 juillet 2020)
- (es) Gabriel Montemayor, « Cantautor ‘Carín León’ apuesta a la creatividad », sur Fort Worth Star-Telegram-La-Estrella, 20 février 2020 (consulté le 18 juillet 2020).
- (es) Jessica Roiz, « Latin Artist on the Rise: From a Viral Video to Billboard Charts, Meet Carin Leon », sur Billboard, Billboard Latin, 13 août 2020 (consulté le 6 septembre 2020)
- (es) « El Columpio De Llanta », sur Shazam (consulté le 18 juillet 2020).
- (es) « Carin León, en el listado de Billboard con sus canciones ‘Tu’ y ‘Me la aventé’ », sur Ort_radio, 12 juillet 2020
- (es) Juan Carlos Gamboa, « Tizoc y Cristian, de Marca MP, anuncian su salida de la agrupación », Chapultepec, Bandamax Televisa, 24 août 2020 (consulté le 29 août 2020)
- (en) Marco Gonzalez, « Premios de la Radio 2019 Announces Full List of Nominees », Premios de la Radio 2019 Announces Full List of Nominees: Adriel Favela, Banda MS, Carín León, El Fantasma, Fuerza Régida and Virlán García tie as most nominated artists in 20th edition of awards show., sur Business Wire, Burbank, California, EstrellaTV - LBI Media, Inc., 7 octobre 2019 (consulté le 29 août 2020)
- (es) Daniel Berber, « Ellos son todos los ganadores de Los Premios de la Radio 2019 », sur ScannerSound, Guadalajara, Jalisco, México., ScannerSound, 8 novembre 2019 (consulté le 29 août 2020).
- (es) Rédaction des nouvelles Univision, « Lista completa de ganadores de los Premio Lo Nuestro 2020 : Premio Lo Nuestro - Noche de Gala, Febrero 2020 », sur Univision, 20 février 2020.
- « Mike Salazar Oficial, « Carin León en Noche Bohemia con Mike Salazar » (consulté le 1er septembre 2020) », Noche Bohemia,‎ 20 juin 2019.
- « Frontera Collection, « Los Tres Manueles - Ambicion - Vocalion 9241 » (consulté le 9 janvier 2021) », Strachwitz Frontera Collection of Mexican and Mexican American Recordings, The Arhoolie Foundation, University of California at Los Angeles,‎ 10 septembre 2019.
- « Frontera Collection, « Roberto Dias - Ambicion - BSR 5060-a » (consulté le 19 septembre 2020) », Strachwitz Frontera Collection of Mexican and Mexican American Recordings, The Arhoolie Foundation, University of California at Los Angeles,‎ 20 juin 2019.
- (en) Joe Goldmark, « LP Label Guide > Buena Suerte », sur VinylBeat.com (consulté le 19 septembre 2020).
- (es) José Luis Ayala, « Jla Hulmide por siempre », sur Los Hulmides (consulté le 20 septembre 2020).
- (es) « Juan Antonio Meléndez Ortega, LXIII Legislatura (del 29/08/2015 al 31/08/2018) », sur SIL :: Sistema de Información Legislativa, Dirección General de Información Legislativa - Congrès de l’Union (consulté le 20 septembre 2020).
- (es) Rédaction, « Carin León presenta, junto a Tony Meléndez, “El amor de tu vida” », sur Tendencia Digital, 31 août 2020 (consulté le 20 septembre 2020).
- (es) Estefani Escobar, « Carin León confiesa: Siempre he sido un vago » [html], sur Soy Grupero, Soy Grupero, Ciudad de México, gruopedios, 11 avril 2022.
- (es) redacción Noticias, « Carin Leon se vuelve tendencia en plataformas digitales : En 48 horas alcanzan el millón de vistas de El Amor de tu Vida. »(Archive.org • Wikiwix • Archive.is • Google • Que faire ?), sur IDG Patrones, IDG Los Patrones del Regional, Alcaldía Cuauhtémoc, Ciudad de México, IDG, 2 septembre 2020 (consulté le 20 septembre 2020).
- (es) Karmina Fonseca, « ¡Encerrado pero enfiestado! Así pasa CARIN LEÓN la cuarentena », sur El Correo and Noticia, Noticia, New York, Schneps Media, 2 juillet 2020 (consulté le 22 septembre 2020).
- (es) Bandamax, « Carín León formará parte del disco de duetos con Pancho Barraza y así se escuchará », sur Bandamax TV, Bandanews, Ciudad de México, Televisa S.A. de C.V., 7 octobre 2020.
- (es) Bandamax, « Pancho Barraza comparte cómo se escuchará su dueto con Carín León », sur Bandamax TV, Bandanews, Ciudad de México, Televisa S.A. de C.V., 7 octobre 2020.
- (es) Bandamax, « Así se divirtieron Pancho Barraza y Carín León en la cabina de grabación », sur Bandamax TV, Bandanews, Ciudad de México, Televisa S.A. de C.V., 7 octobre 2020.
- (en) Lucas Villa, « Jimmy Humilde, Carin Leon & More Ask the Latin Grammys: ¿Y El Regional Mexicano No Cuenta? », sur Remezcla, Williamsburg, Remezcla Agency, 6 octobre 2020.
- (es) Andrea García, « Estrena Carín León 'El tóxico' junto al Grupo Firme », sur El Impartial, Hermosillo, Editores del Noroeste S.A., 30 octobre 2020.
- (es) Redacion, « Un año memorable para Carín León : El artista del regional mexicano conquistó las emisoras con la nueva versión de ‘Tú’ de Noelia. », sur El Heraldo, El Herarldo, Barranquilla, El Heraldo S.A, 27 janvier 2021.
- (es) Marysabel Huston-Crespo, « C. Tangana presenta “El Madrileño”, la reinvención que lo llevó a acercarse a Latinoamérica y encontrarse a sí mismo », sur CNN Español, Zona Pop, Atlanta, Cable News Network, 26 février 2021.
- (es) Anna Portella, « ‘Quiero quitar el cliché de que en el regional mexicano no hay talento’: Carín León », sur La-lista, Ciudad de México, DCS Media & Communication SA de CV, 3 avril 2021.
- (es) Blanca Lassalle, Cathy Nevins, « El Premio ASCAP 2021 », sur ASCAP, American Society of Composers, Authors and Publishers, 23 mars 2021.
- (en) Jessica Roiz, « Daddy Yankee Named Songwriter of the Year at 2021 ASCAP Latin Music Awards: Full Winners' List », sur Bilboard, BILLBOARD, Billboard Media, LLC., 23 mars 2021.
- (es) Karla Perez, « Omar Chaparro deja en vergüenza a cantante del regional mexicano en pleno show : Omar Chaparro logró dejar en vergüenza a Carin León, un cantante de regional mexicano que lo acompañó en el show de 'Tu-Night'; casi lo divorcia », sur Tribuna, Tribuna del Yaqui, Ciudad Obregón, Sonora, Tribuna del Yaqui S.A. de C.V., 29 janvier 2021.
- (en) Griselda Flores, « The 25 Best Latin Albums of 2021 So Far: Staff Picks », sur Billboard, Billboard Latin, 10 août 2021 (consulté le 6 septembre 2020).
- (en) Luciana Villalba, « Interview: Carin León Talks Regional Mexican Meets Country with New Walker Hayes Collaboration », Latido Mitù, Los Angeles, Latido Mitù Holdings LLC, GoDigital Media Group, 1er octobre 2021.
- (en) Caleigh DeCaprio, « Walker Hayes Joins Forces with Carin León on Spanglish “Fancy Like” », Country Swag, New York City, Country Swag, 1er octobre 2021.
- (es) Nancy Álvarez, « ¡Se casó! Carín León contrajo matrimonio con una sonorense », Gossip, sur El Sol de Hermosillo, El Sol de Hermosillo, Hermosillo, Organización Editorial Mexicana, 5 décembre 2021.
- * (en) Verónica Bayetti Flores, Ricardo Durán, Elias Leight, Julyssa Lopez, Jennifer Mota, Diego Ortiz, Richard Villegas, Simon Vozick-Levinson, « The 35 Best Spanish-Language and Bilingual Albums of 2021 » [html], Rolling Stone, New York, Penske Media Corporation, 16 décembre 2021.
- (es) Andrea García, « Quiere Mon Laferte grabar con Carín León »(Archive.org • Wikiwix • Archive.is • Google • Que faire ?) [html], sur El Imparcial, El Imparcial, Tijuana, Impresora y Editorial S.A. de C.V., 24 mars 2022.
- (en) « La Boda Del Huitlacoche de Carlos Madrigal », sur The Strachwitz Frontera Collection, Digital Library of University of South California Los Angeles - the Arhoolie Foundation (consulté le 9 juin 2022).
- « Carlos Madrigal With Mariachi Pulido – La Boda Del Huitlacoche/El Acaba Catinas ».
- (en) Beatriz Araque, « Revela Carin León que grabará tema con Ricardo Montaner; inicia gira por Estados Unidos » [html], sur Proyecto Puente, Hermosillo, Proyecto Puente, 11 juin 2022.
- (en) « La Boda Del Huilacoche de Fernando Rosas », sur The Strachwitz Frontera Collection, Digital Library of University of South California Los Angeles - the Arhoolie Foundation (consulté le 9 juin 2022).
- (en) Chris Strachwitz, « Discos Peerless, S.A.: A label discography » [html], sur The Arhoolie Foundation, El Cerrito, The Arhoolie Foundation (consulté le 8 juin 2022).
- (en) Billboard staff, Billboard, vol. 65, New York City, Nielsen Business Media, Inc. (no 3), 17 janvier 1953, 106 p. (ISSN 0006-2510, lire en ligne).
- (es) Manuel Orozco, « Fotos y video: Abarrotan la 'X' y sacan los 'pasos prohibidos' al ritmo de Carín León : Anoche se cerraron la puertas del teatro del pueblo al ser el último día de la Feria Juárez 2022 » [html], sur El Diario de Juárez, El Diario, Ciudad Juárez, El Diario Digital, 4 juillet 2022.
- (es) Brisa Frias, « Cierre con broche de oro en la Feria Juárez : El cantante de regional mexicano Carín León apaga las luces en la última jornada de música y fiesta en la Plaza de la Mexicanidad » [html], sur El Diario de Juárez, El Diario, Ciudad Juárez, El Diario Digital, 3 juillet 2022.
- (es) Luis Omar Montoya Arias et Karla Liebed Solís García, « El corrido mexicano como referente literario » [html], sur Educación Futura, 27 juillet, 2020.
- (es) Sergio Pomares, « Conocé a Látigo, el creador de los pasos prohibidos: “Mi secreto es estar tomadito” » [html], sur El Editor Platense, El Editor Platense:, La Plata (Buenos Aires), Laniakea SAS, 26 novembre, 2021.
- Leo Gallegos, « « El Origen de La Boda del Huitlacoche » : Yo seleccione este tema para el disco de carin. La saque de la versión qué grabo Los Intocables Del Norte. TAMARINDOREKORDSZ (J'ai choisi ce thème pour l'album de Carin. Je l'ai tiré de la version enregistrée par Los Intocables Del Norte). », Canal dedicado a la música norteña, sierreña y de banda.,‎ 10 juillet 2022.
- (es) Javier Angulo, « Los diez artistas de música mexicana más escuchados en Spotify en 2022 » [html], sur soundpark.news, Culiacán, debatemedia, 15 septembre 2022.